# Lunca (okręg Bihor)
Lunca – wieś w Rumunii, w okręgu Bihor, w gminie Lunca. W 2011 roku liczyła 963 mieszkańców.